# 西渡站 (上海市)
西渡站位于中华人民共和国上海市奉贤区西渡街道沪杭公路与西闸公路交叉口，近公交西渡站、沪杭公路西闸公路站，是上海地铁5号线的地铁车站。2018年12月30日开放。

## 结构
西渡站与闵浦二桥公路桥共构，为桥上高架侧式车站，高架二层为站厅层，高架三层为站台层。

### 楼层分布
| 地上三层 | 侧式站台，右侧开门 | 侧式站台，右侧开门               | 侧式站台，右侧开门 | 侧式站台，右侧开门 |
|          | ①站台              | █ 5号线 往莘庄（江川路）         |                    |                    |
|          | ②站台              | █ 5号线 往奉贤新城（萧塘）       |                    |                    |
|          | 侧式站台，右侧开门 |                                  |                    |                    |
| 地上二层 | 站厅               | 票务服务、自动售票机、人工服务台 |                    |                    |
| 地面层   | 出入口             | 1-4出入口                        |                    |                    |

- 西渡站開建前的预留结构（2011年4月）
- 西渡站站房

## 車站出口
|          |                |      |  |
| 出口编号 | 建议前往目的地 | 照片 |  |
| 1号口    | 西闸公路       |      |  |
| 2号口    | 西闸公路       |      |  |
| 3号口    | 沪杭公路       |      |  |
| 4号口    | 沪杭公路       |      |  |